# 埃爾瓜博 (查格雷斯區)
埃爾瓜博（西班牙語：El Guabo），是巴拿馬的城鎮，位於該國中部，由科隆省的查格雷斯區負責管轄，面積53.3平方公里，海拔高度85米，2010年人口1,330，人口密度每平方公里25人。